# Civilization
Sid Meier's Civilization o Civilization I es un videojuego de estrategia por turnos creado por Sid Meier y publicado por MicroProse en 1991 para las plataformas MS-DOS, Microsoft Windows, Apple Macintosh, Commodore Amiga, Atari ST y Super NES.
Se trata de la primera entrega de la serie Civilization. En 1992 fue galardonado con el premio Origins al mejor videojuego de estrategia del año.
El objetivo del juego es dirigir esta civilización desde su inicio hasta llegar al espacio o conquistar todo el planeta (que puede ser la Tierra o un planeta creado al azar). Permite ir decidiendo el camino que toman las investigaciones científicas, desde el manejo del hierro hasta la carrera espacial, pasando por inventar el alfabeto, la medicina, la máquina de vapor, o descubrir la electricidad, etc. Es posible fundar ciudades, construir, comandar y dirigir ejércitos, y desde el punto de vista político, elegir la forma de gobierno (anarquía, despotismo, monarquía, república, comunismo o democracia), según se van inventando. A medida que se sube el nivel si bien los ciudadanos son más productivos, tienden a ser más exigentes y pueden hacer revoluciones si no se les complace en sus peticiones. El sistema de diplomacia permite relacionarte con otros pueblos (intercambiar descubrimientos tecnológicos, declarar la guerra, pedir la paz o exigirles tributo).